# Kościół Podwyższenia Krzyża Świętego w Sulikowie (duży)
Kościół Podwyższenia Krzyża Świętego – rzymskokatolicki kościół parafialny należący do dekanatu Leśna diecezji legnickiej.
Świątynia była wymieniana już w 1234 roku. Jej prezbiterium zostało wybudowane zapewne na przełomie XIII i XIV wieku, natomiast nawa prawdopodobnie w 1598 roku, całość została przebudowana w 1688 roku, a w 1750 kościół został rozbudowany o wieżę. W obecnej formie prezentuje się jako budowla orientowana, murowana, składająca się z jednej nawy oraz prezbiterium na planie kwadratu nakrytego sklepieniem krzyżowo-żebrowym. Dobudowane są do niego od strony południowej i północnej loże kolatorskie, a od strony zachodniej wieża na planie kwadratu. Nawa nakryta jest trójprzęsłowym sklepieniem kolebkowym podpartym wewnętrznymi skarpami. Wyposażenie kościoła reprezentuje jednolity styl barokowy i zostało wykonane po pożarze w 1688 roku.